# Avenida Ivo do Prado
A Avenida Ivo do Prado é um logradouro de Aracaju, capital de Sergipe, Brasil. É considerada uma das vias mais movimentadas do estado.

## História
O crescimento urbano de Aracaju, a partir do Centro, deu-se  em quadras, como um tabuleiro de xadrez. Por sua vez, a atual Avenida Ivo do Prado foi a primeira via a receber uma curva, margeando o Rio Sergipe.
Inicialmente, a avenida se chamava Rua do Tramanday. Posteriormente, passou a ser denominada Rua Aurora, e algum tempo depois, Rua da Frente (nome pelo qual é popularmente conhecida até os dias atuais).
Teve nome modificado para Avenida Ivo do Prado no dia 21 de julho de 1929, através do decreto-lei nº 13, assinado pelo saneador, o coronel Teófilo Correia Dantas, administrador local. A avenida também foi escolhida para receber a Família Real, que aportou na Ponte do Imperador em 1860.

## Descrição
o início da avenida se dá na esquina da Assembleia Legislativa, na Praça Fausto Cardoso, e seu término, na esquina da OAB-Sergipe (antigo casarão dos Rollemberg), na Praça Getúlio Vargas. Compreende os bairros 13 de Julho e Centro. Mesmo com pistas de mão dupla, em horários de pico, possui um altíssimo tráfego de veículos automotivos.

## Monumentos
Alguns dos monumentos mais famosos da cidade de Aracaju estão localizados nessa avenida. E são eles:
- Casarão dos Rollemberg[8]
- Largo da Gente Sergipana[9]
- Museu da Gente Sergipana[10]
- Ponte do Imperador[11]